# Ayu-mi-x 7 presents ayu trance 4
ayu-mi-x 7 presents ayu trance 4 – dwudziesty drugi remiksowy album Ayumi Hamasaki, jedna z czterech wersji albumu ayu-mi-x 7. Album został wydany 20 kwietnia 2011 roku. Na płycie znajdują się remixy trance utworów. Album znalazł się na 6. miejscu w rankingu Oricon. Sprzedano 18 672 kopii. W Japonii album kosztował ¥ 2 625.

## Lista utworów
| #  | Tytuł                                             | Czas |
| -- | ------------------------------------------------- | ---- |
| 1  | "Far away" (Alex M.O.R.P.H. Extended rmx)         | 3:49 |
| 2  | "MOON" (Clokx remix)                              | 4:30 |
| 3  | "SEASONS" (John O'Callaghan remix)                | 4:00 |
| 4  | "Days" (Aly & Fila remix)                         | 4:51 |
| 5  | "poker face" (Ronald Van Gelderen Extended remix) | 3:59 |
| 6  | "monochrome" (Remo-con classic trance remix)      | 3:51 |
| 7  | "Rule" (Public Domain remix)                      | 3:42 |
| 8  | "vogue" (Groove Coverage remix)                   | 3:57 |
| 9. | "Endless sorrow" (Dance Nation remix)             | 4:46 |
| 10 | "YOU" (Ramon Zenker remix)                        | 4:03 |
| 11 | "Greatful days" (DJ Joker vs. Heavens Wire remix) | 5:25 |
| 12 | "CAROLS" (Push remix)                             | 5:25 |